# Bevrijding van Maastricht
De bevrijding van Maastricht op 13 en 14 september 1944 betekende het einde van de Duitse bezetting van de Nederlandse stad Maastricht tijdens de Tweede Wereldoorlog. Maastricht was daarmee, 4 jaar, 4 maanden en 4 dagen na de Duitse inval op 10 mei 1940, de eerste Nederlandse stad die bevrijd was. De stad was daarna gedurende enkele maanden het commandocentrum van het Amerikaanse 9e Leger bij de campagnes in het Hürtgenwald, in de Ardennen en aan de Roer.

## Maastricht in de Tweede Wereldoorlog
Maastricht was na de kortdurende slag om Maastricht op 10 mei 1940 bezet door Nazi-Duitsland. Nederland capituleerde op 14 mei, België op 28 mei en Frankrijk op 23 juni, waarmee alle hoop op een snel einde aan de oorlog verkeken was.
Al snel beheersten de Duitsers en met hen collaborerende NSB'ers het openbare leven. Reichskommissar Seyss-Inquart bezocht de stad op 22 november 1940. Hitler stapte tweemaal over op het station van Maastricht, waarschijnlijk de enige keren dat hij in Nederland was. In het Oud Gouvernement aan de Bouillonstraat werd gouverneur Willem van Sonsbeeck op 5 februari 1941 gedwongen af te treden om plaats te maken voor de NSB'er Max de Marchant et d'Ansembourg. Burgemeester Willem Michiels van Kessenich werd op 15 oktober van dat jaar vervangen door de gematigde nationaalsocialist Louis Peeters.
Op 27 november 1941 dropte vermoedelijk een Engelse bommenwerper een zware bom op de wijk Blauwdorp (Mariaberg), met als gevolg een 25-tal doden en een groot aantal verwoeste huizen. Voor de circa 515 Maastrichtse Joden betekende de bezetting het begin van de Shoa, hun systematische uitroeiing. De meesten werden in augustus 1942 gedeporteerd naar Duitse vernietigingskampen. Slechts ongeveer 120 joden overleefden in Maastricht de oorlog.
Vanaf begin 1943 kwamen de Duitse overheid en de bevolking scherper tegenover elkaar te staan. Het "Witte huis" aan de Prins Bisschopsingel (de ambtswoning van Beauftragte Wilhelm Schmidt), de Ortskommandantur in het Franciscanessenklooster aan de Sint Maartenspoort in Wyck, en vooral de Dienststelle van de SD aan de Wilhelminasingel, waren berucht als plaatsen van verschrikking. Er waren in Maastricht enkele verzetsgroepen actief, alhoewel wellicht minder dan elders. Onder de 296 gevallen Limburgse verzetsmensen waren 34 Maastrichtenaren.

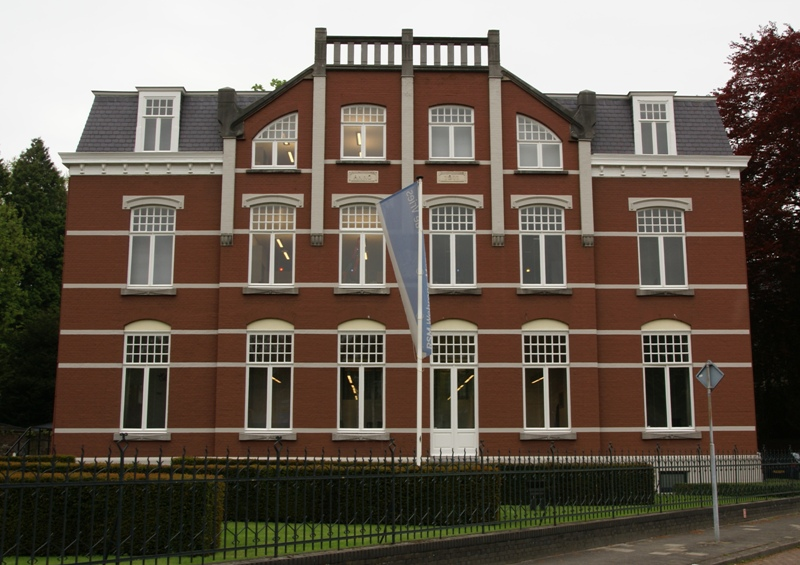
Ambtswoning Beauftragte Schmidt, vm. "Witte Huis", Prins Bisschopsingel 16
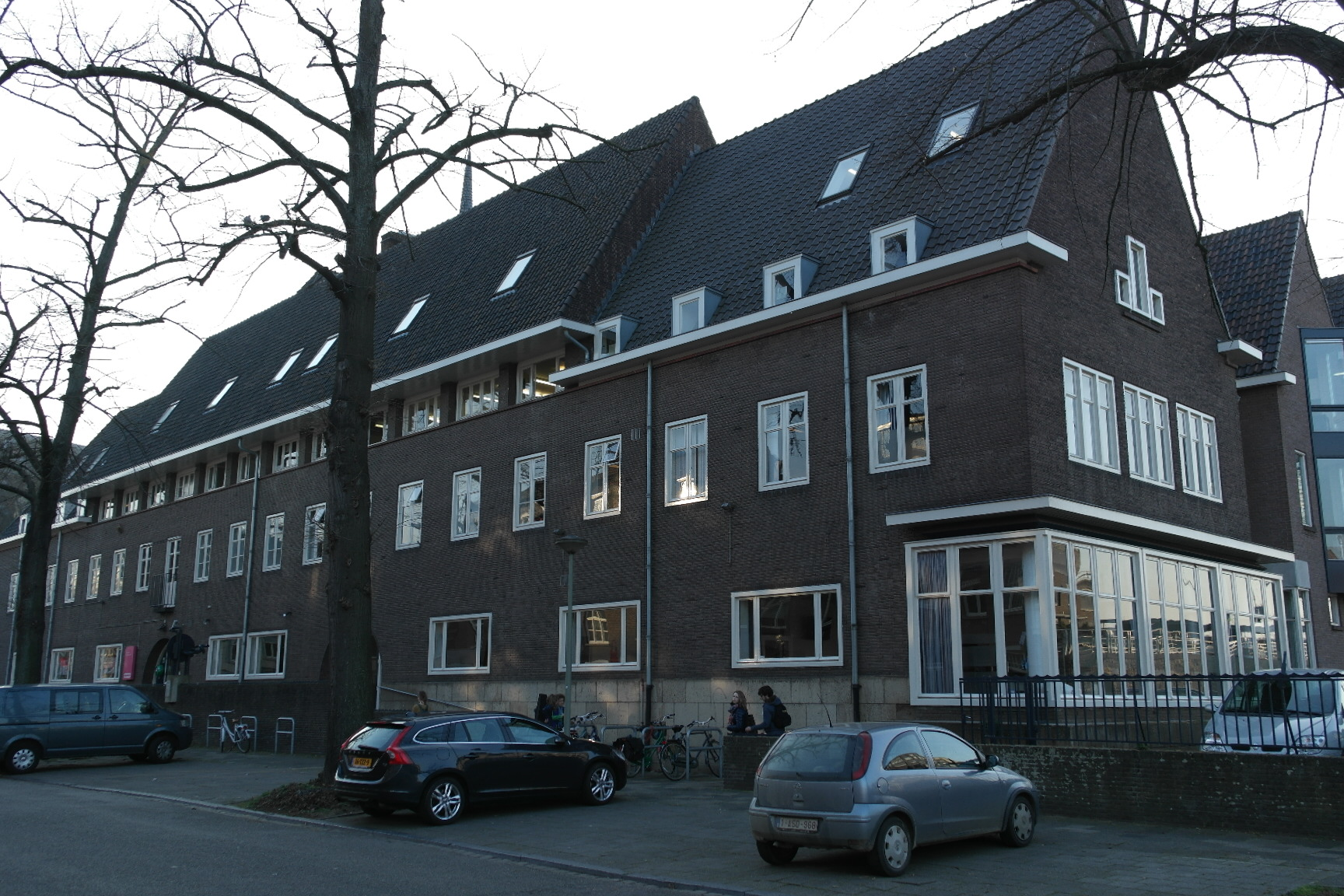
Ortskommandantur, vm. Franciscanessenklooster, Sint Maartenspoort 2
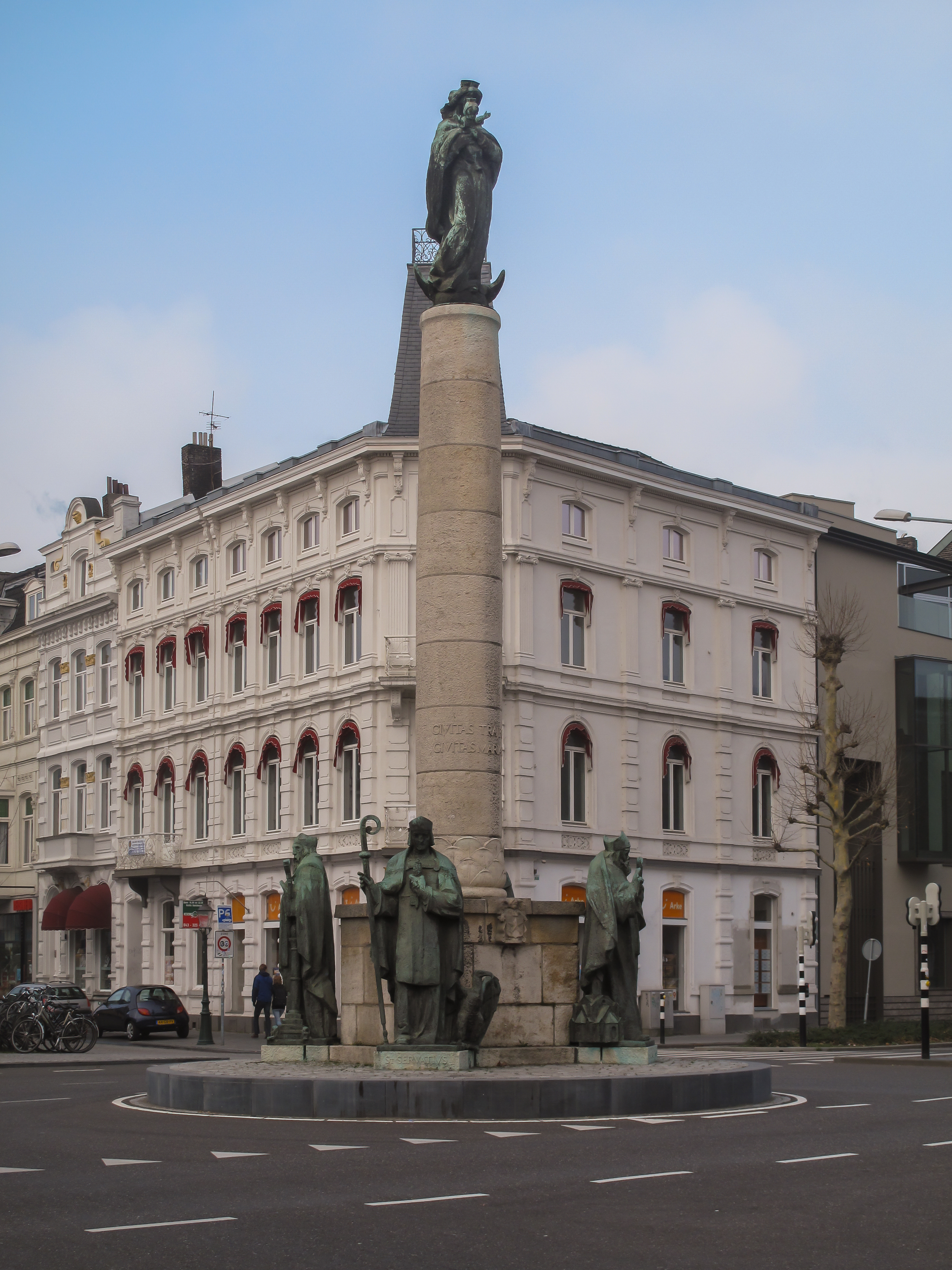
Dienststelle SD, vm. Hotel Willems, Wilhelminasingel 52
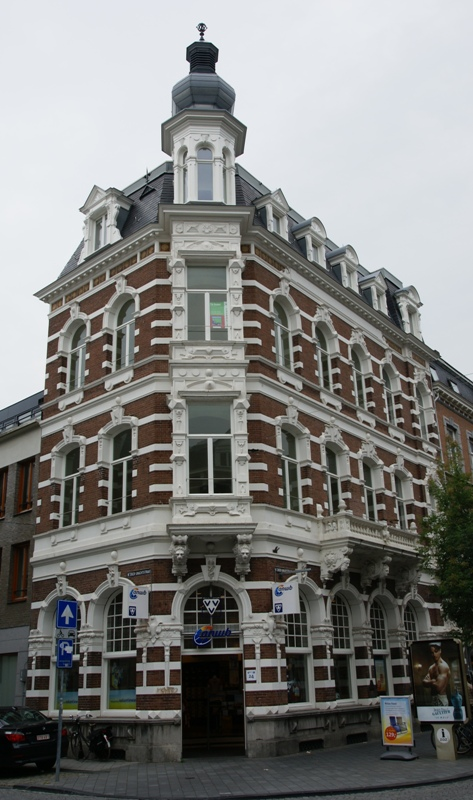
Wehrmachtsheim, vm. Victoria Taverne, Wycker Brugstraat 24

## De weg naar de bevrijding

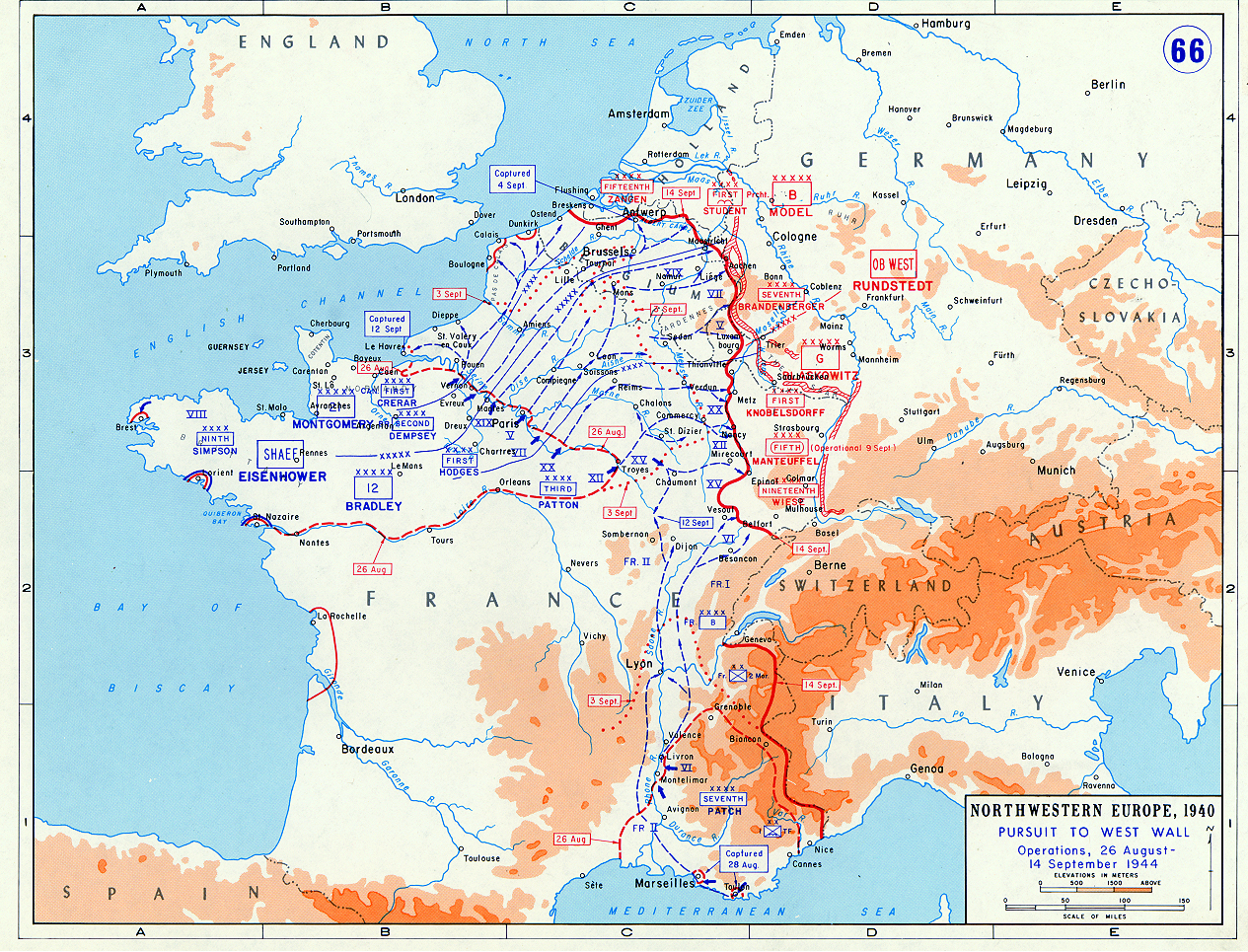
Het Westfront (26 aug. – 14 sept. 1944)

### De geallieerde opmars in Frankrijk en België
Na maandenlange voorbereidingen vond op 6 juni 1944 D-day plaats, de landing in Normandië en het begin van Operatie Overlord, het vestigen van een bruggenhoofd van de geallieerde troepen op het Europese vasteland. Na zware strijd in Normandië, onder andere bij Operatie Cobra (25-31 juli), Operatie Lüttich (7-13 augustus) en de Zak van Falaise (12-21 augustus), volgde op 25 augustus de bevrijding van Parijs, waarna de opmars naar de Siegfriedlinie begon. Het 19e Legerkorps van het 1e Amerikaanse Leger trok in recordtempo op naar de Frans-Belgische grens nabij Doornik (rond 2 september) en daarna via Waterloo en Tienen naar de Maas bij Luik en Visé. Op 10 september bevrijdde het 120e regiment van de 30e Infanteriedivisie ("Old Hickory") Tongeren, waarna het vlak bij Maastricht gelegen Fort Eben-Emael zonder slag of stoot veroverd kon worden, hoewel Hitler opdracht had gegeven het fort "tot de laatste kogel" te verdedigen. Twee dagen later werden de eerste Nederlandse grensdorpen in Zuid-Limburg bevrijd door het 117e regiment van diezelfde Old-Hickorydivisie.

### Bombardementen en gedwongen tewerkstelling

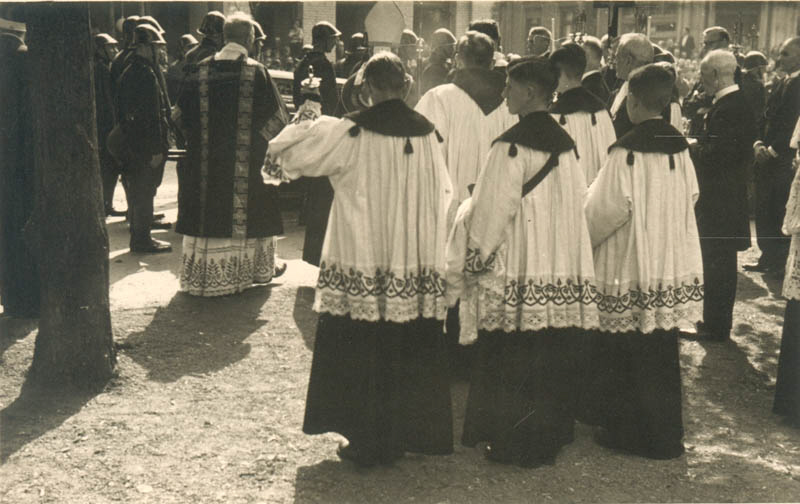
Begrafenis van de slachtoffers van het bombardement van 18 aug. 1944

Om de terugtrekking van de Duitsers te bemoeilijken bombardeerden de geallieerden belangrijke rivierovergangen en verkeersknooppunten in de bezette gebieden. Zo ook de Maasbruggen in Maastricht. Op vrijdag 18 augustus verschenen rond 6 uur 's avonds een twaalftal Amerikaanse B-17 bommenwerpers boven de stad. Doel was de spoorbrug over de Maas, maar deze werd gemist. Wel werden een groot aantal huizen in de arbeiderswijk Quartier Amélie ("Krejjedörp") op de westelijke Maasoever en een deel van de buurt Sint Maartenspoort ("Roej Dörp") op de oostelijke Maasoever geraakt. Er waren 92 doden en 65 gewonden te betreuren en ruim 1500 mensen waren dakloos. Daarnaast werden de fabriekscomplexen van de Maastrichtsche Zinkwit Maatschappij en de tegelfabriek Rema grotendeels verwoest.

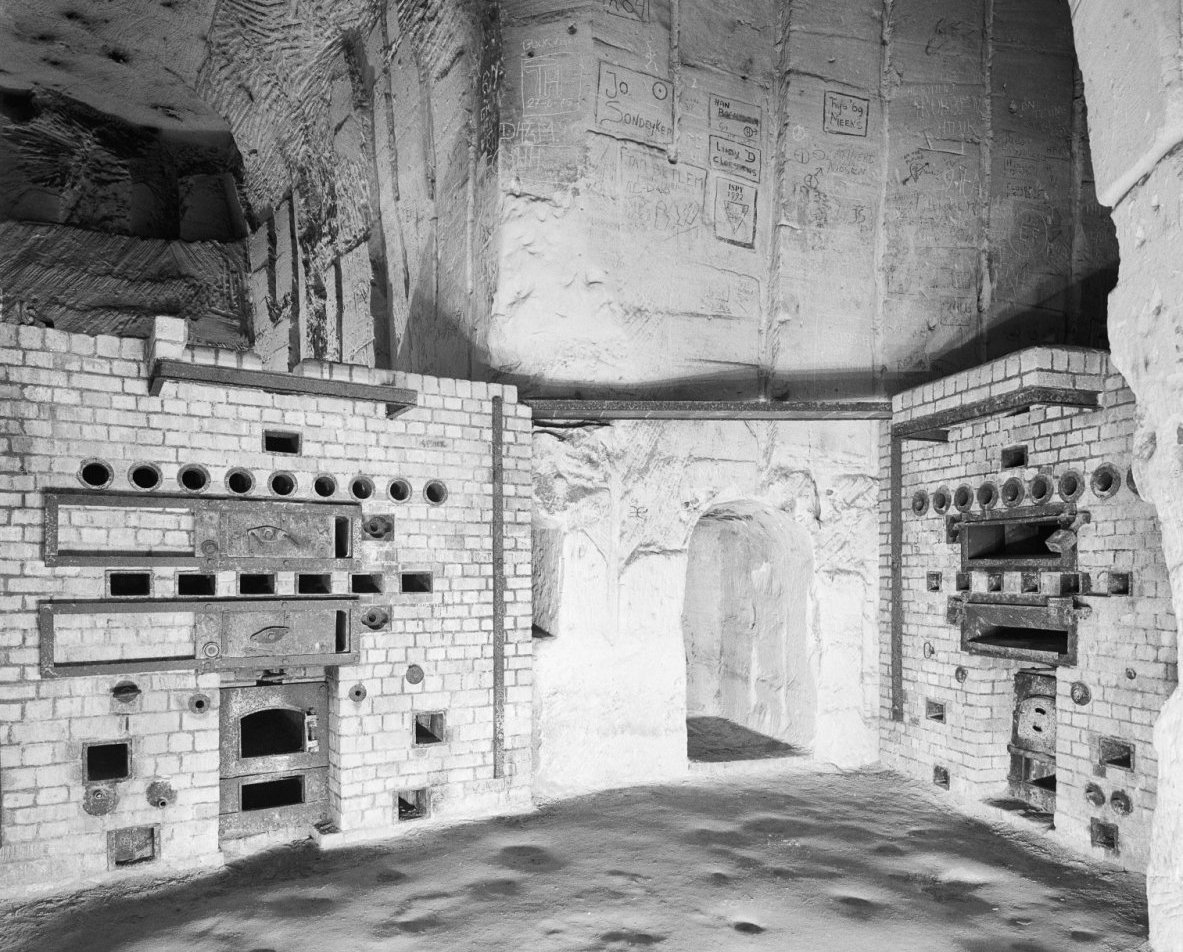
Schuilkelder St-Pietersberg

Steeds vaker moesten de Maastrichtenaren vanwege het luchtalarm de schuilkelders opzoeken. Deze bevonden zich onder andere op het Stationsplein en in de kazematten, de ondergrondse vestingwerken van Maastricht. In de Sint-Pietersberg was plaats voor 40.000 mensen, ruim de helft van de bevolking van Maastricht die daar volgens het Sint-Pietersbergplan gehuisvest kon worden. De uitkijkposten van de luchtbeschermingsdienst op het Dinghuis en de Sint-Pietersberg sloegen steeds vaker alarm. Ook om andere redenen moest ondergedoken worden. Dat gold zeker voor de enkele Joden die nog in de stad waren, maar ook in toenemende mate voor andere burgers vanwege de Arbeitseinsatz. Volwassen mannen van alle leeftijden konden door de Duitsers worden opgepakt om in de Cannerberg mee te bouwen aan een ondergrondse lanceerbasis voor V1-raketten, of aan de spoorweg tussen de Cannerberg en het station Boschpoort. Anderen werden gedwongen om bij Bunde tankwallen te graven of werden tewerkgesteld in de kolenmijnen van Alsdorf (bij Aken).

### Terugtrekken van de Duitsers
Nadat het 19e legerkorps van het Amerikaanse 1e Leger begin september de Frans-Belgische grens was overgestoken, begonnen de Duitsers in allerijl zich uit Maastricht terug te trekken. De terugtocht voltrok zich in volslagen wanorde, waarbij behalve auto's en vrachtwagens ook met paarden of muilezels bespannen huifkarren en oogstwagens, en zelfs kinderwagens dienstdeden. Winkels en opslagplaatsen werden geplunderd. In het kielzog van de Duitsers vertrokken ook steeds meer NSB'ers. In de chaos slaagde de Knokploeg Zuid-Limburg erin om op 5 september 80 politieke gevangenen te bevrijden uit de Minderbroederberggevangenis.

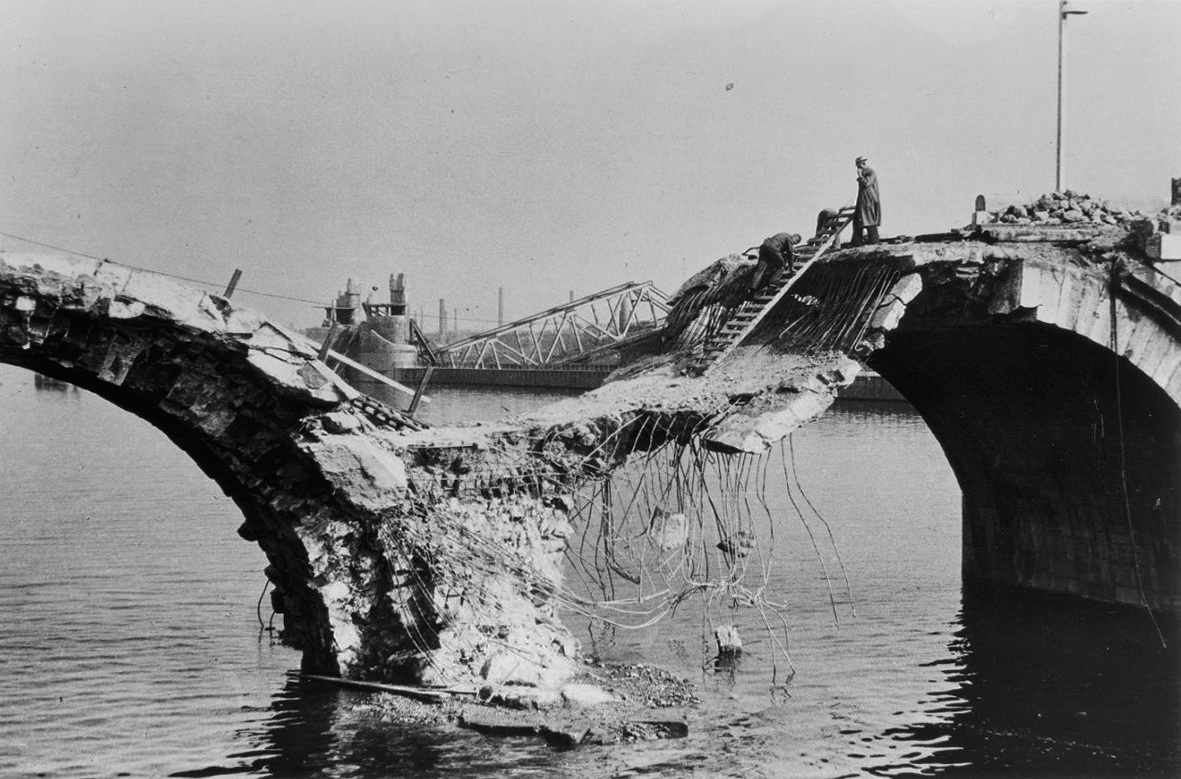
Verwoeste Maasbruggen, sept 1944

Vanaf 5 september lag het openbare leven in Maastricht zo goed als stil. Er verscheen geen krant meer en in de leeggeplunderde winkels was bijna niets meer te krijgen. Gas en water werden met lange tussenpozen geleverd. Door het vrijwel onafgebroken luchtalarm sliepen velen in de kelder van hun huis of in een openbare schuilkelder. Op 8 september liet het Sprengkommando van de Duitse 49e Infanteriedivisie de Spoorbrug en het stationsemplacement in de lucht vliegen. Op 9 september kwamen 6 mensen om het leven en raakten er 10 zwaargewond bij een bominslag op de Meerssenerweg. Op 11 september werd de telefooncentrale in de Sint Bernardusstraat getroffen.
Op 12 september werd op diverse plaatsen in Zuid-Limburg zwaar gevochten. In Heer werden - een dag voor de bevrijding - elf Belgisch-Limburgse verzetsmensen geëxecuteerd, nadat ze hun eigen graf hadden moeten graven. Op 13 september rond 3 uur 's middags werd de springstof in de twee overgebleven Maasbruggen tot ontploffing gebracht. Van de Wilhelminabrug, in stoere art-deco-vormen, bleef vrijwel niets over. Van de Sint Servaasbrug bleven enkele bogen intact door een deels gelukte sabotageactie van een verzetsgroep.

## De bevrijding

### Wyck bevrijd
Bij de verzetsmensen van de Ordedienst (OD) was bekend dat de Duitsers de Maasbruggen zouden vernielen zodra de Amerikanen in Gronsveld zouden zijn. Er was zelfs op de ochtend van woensdag 13 september telefonisch contact geweest tussen de OD-commandanten van Eijsden en Maastricht. De Maastrichtenaren wisten daarom dat de bevrijders zeer nabij waren. Het 117e regiment van de 30e Infanteriedivisie ("The Old Hickory") had op dat moment een 3 kilometer brede strook in handen tussen Station Eijsden en de provinciale weg N598 bij Terlinden. Aanvankelijk was het plan om Maastricht pas te veroveren nadat de hoofdweg N278 Maastricht-Aken onder controle was. Omdat op de andere Maasoever het 120e regiment (eveneens onderdeel van de Old Hickorydivisie) al tot Klein-Ternaaien, op luttele kilometers van het Vrijthof, was doorgestoten, werd van dit plan afgeweken.

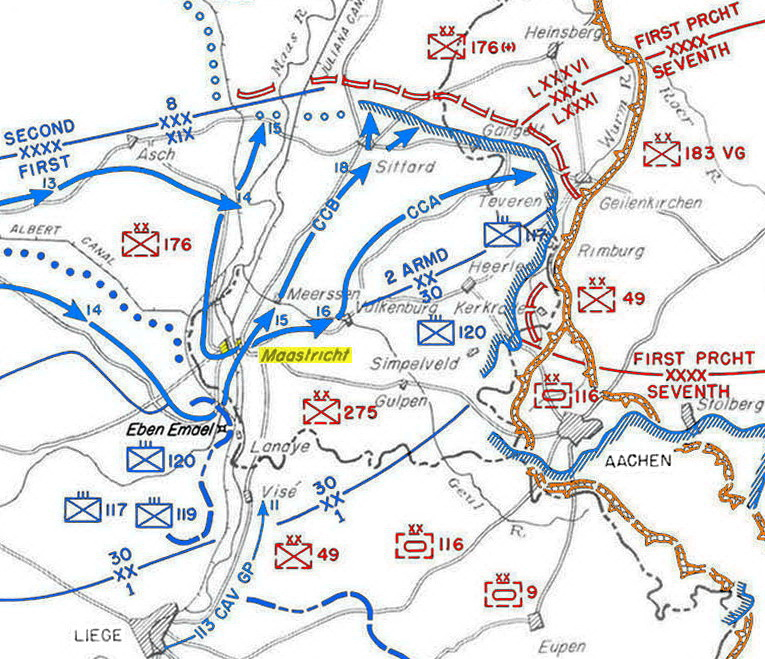
Troepenbeweging rond Maastricht, 10-19 september 1944

De commandant van het 2e bataljon van het 117e regiment, kolonel James W. Lockett, kreeg opdracht met zijn circa 800 manschappen op te trekken naar het op de oostelijke Maasoever gelegen stadsdeel Wyck. Hij werd daarbij ondersteund door lichte tankeenheden van de 113e cavaleriegroep (het 743e tankbataljon en het 823e anti-tankbataljon). Lockett naderde Gronsveld in drie colonnes en het dorp werd zonder veel tegenstand om 4 uur 's middags bevrijd, Heer en Heugem volgden om half 5. De oprukkende Amerikanen waren in Maastricht te zien vanuit zolderramen en vanaf dakgoten.
Om vijf over half 6 vertoonden zich de eerste tanks met witte ster bij de spoorwegovergang Akerstraat. Daarna volgden enkele jeeps. In een van de jeeps zat kolonel Lockett. Bij een huis in de Hoogbrugstraat stapte hij uit om vanaf het dak de omgeving te inspecteren. Van de bewoner kreeg hij een "cognac van voor de oorlog" aangeboden, de eerste spontane verwelkoming. Vooral op het Stationsplein stroomden de Wyckenaren samen om de bevrijders te verwelkomen. Aan de stationstoren wapperde voor het eerst in ruim vier jaar de Nederlandse vlag. Jongelui verwijderden Duitse bordjes. In het postkantoor van Wyck werden 50 Duitsers gevangengenomen, die zich daar hadden schuilgehouden.

### Maastricht bevrijd
Door de inname van Wyck was Maastricht aan meerdere kanten ingesloten door twee regimenten van de Old Hickorydivisie: het 117e regiment op de oostoever van de Maas en het 120e regiment ten zuidwesten van de stad. Om die reden besloot de commandant van de Duitse 353e divisie, Paul Mahlmann (die zich op dat moment waarschijnlijk niet in Maastricht bevond), de stad niet te verdedigen. In de nacht van 13 op 14 september vertrokken enkele honderden manschappen van deze divisie via Smeermaas richting Maasmechelen, waar ze zich voegden bij de 176e divisie. Deze divisie was onderdeel van het 1e Parachutistenleger, dat opdracht had het Albertkanaal tussen Maastricht en Antwerpen te verdedigen.

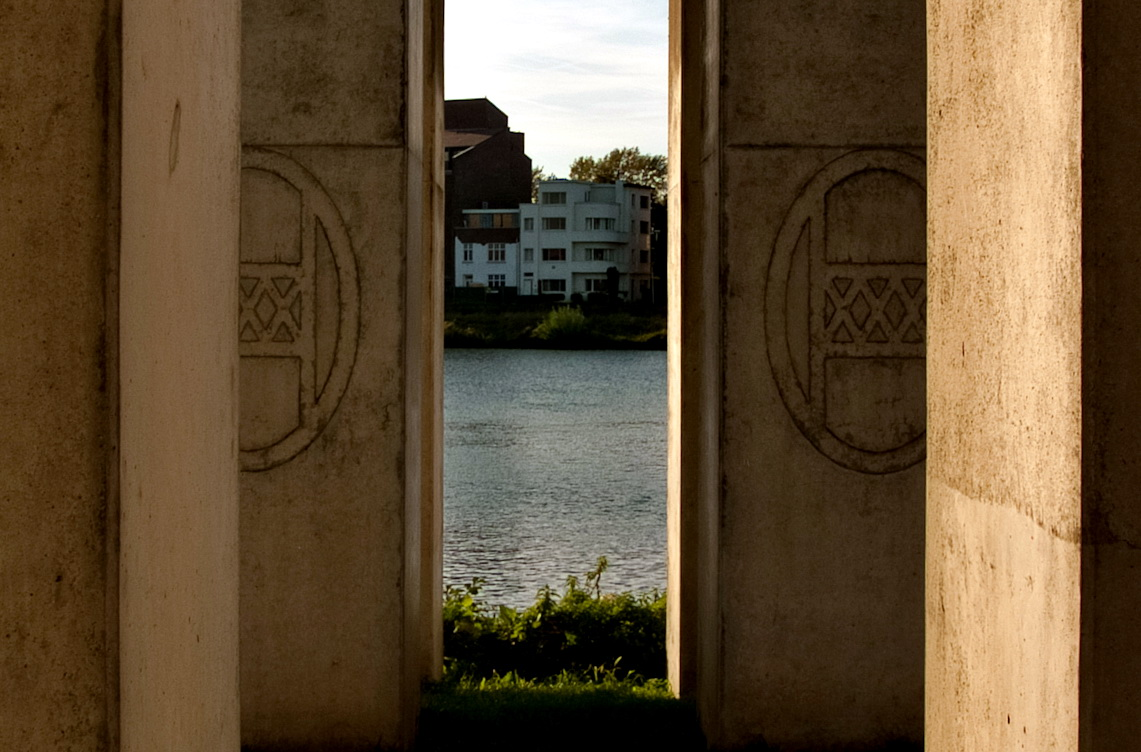
De plek waar het 117e regiment de Maas overstak, gezien door een opening in het Old Hickorymonument

In de vroege ochtend van donderdag 14 september stak de bevelhebber van het 117e regiment van de Old Hickorydivisie, kolonel Johnson, vergezeld van majoor Giles, soldaat Killinworth en een radioman, in een roeibootje de Maas over, gadegeslagen door enkele honderden Maastrichtenaren. Na de oversteek van compagnie F van het 117e regiment, trok men van de Blekerij naar de binnenstad. Het 120e regiment, dat zich al een paar dagen op de westelijke Maasoever bevond, naderde de stad tegelijkertijd uit het zuiden, westen en noorden. In de vroege middag maakten beide groepen contact met elkaar. Volgens de correspondent van Radio Oranje werden de geallieerden ontvangen met vreugdetranen en laaiend enthousiasme. Amerikaanse bronnen spraken echter van een meer gereserveerde ontvangst in Zuid-Limburg dan men in Frankrijk en België gewend was.
Vervolgens werd de stad uitgekamd om de laatste Duitsers onschadelijk te maken. In het stadhuis werden 28 Duitse militairen, waaronder enkele onderofficieren, ontwapend. In het Witte Huis in het Villapark, de ambtswoning van Beauftragte Wilhelm Schmidt, die al op 10 september de stad had verlaten, werden 3 Duitsers gevangengenomen. Nog diezelfde dag werden de eerste arrestaties verricht van collaborateurs door de Maastrichtse Ordediensten onder leiding van majoor E.W.H.A. Wetzels, kapitein A.J.E. Lamberti en reserve-kapitein P.J. Sijmons. Niet voorkomen kon worden dat enkele door de Duitsers achtergelaten boobytraps ontploften, waaronder een in de piano van het Wehrmachtsheim op de hoek van de Wycker Brugstraat en Wycker Grachtstraat, waarbij twee Amerikaanse militairen om het leven kwamen. In de avond begon de 1104th Combat Group, een Amerikaanse genie-afdeling, met de bouw van een pontonbrug, die al na enkele uren gebruiksklaar was. Enkele dagen later werd een tweede tijdelijke brug aangelegd.
Een dag na de bevrijding van Maastricht werd het nieuws bekendgemaakt op Radio Oranje via de correspondent Robert Kiek in Brussel. Diezelfde dag verscheen de eerste krant, Mededeelingen van den Nederlandschen Orde-Dienst genaamd, met daarin een "proclamatie van H.M. de Koningin", waarin de bevolking werd opgeroepen te gehoorzamen aan het Militair Gezag en het geallieerd opperbevel. De krant was gedrukt in een oplage van 400 op de persen van de pro-Duitse krant De Limburger Koerier, die na de bevrijding werd verboden.

## Na de bevrijding

### Hervatting van het dagelijks leven
Na de bevrijding trachtten de meeste Maastrichtenaren hun oude leven zo goed en zo kwaad mogelijk voort te zetten. Veel gevangenen en dwangarbeiders keerden echter pas na de capitulatie van Duitsland op 7 mei 1945 terug. Van de 515 leden van de Maastrichtse joodse gemeente waren er in 1945 nog maar 145 over. Honderden collaborateurs werden gevangengenomen en kwamen in veel gevallen pas rond 1950 vrij. Ruim 140 vrouwen werden als moffenmeid kaalgeschoren en opgesloten. Vooral het tijdelijke kamp "De Grote Looier" was berucht vanwege de overbevolking: eind 1944 huisden er bijna 1400 gedetineerden bij een maximale capaciteit van 700. De Maasbruggen en enkele fabrieken waren vernield en honderden woningen waren onbewoonbaar geworden. Nadat men zich enkele weken had moeten behelpen met veerponten – de pontonbruggen waren uitsluitend bestemd voor militair gebruik –, werd in januari 1945 een houten noodbrug voor burgerlijk gebruik opengesteld. Direct na de oorlog was er gebrek aan alles, ook aan bouwmaterialen. Veel levensmiddelen bleven tot 1949 op de bon.

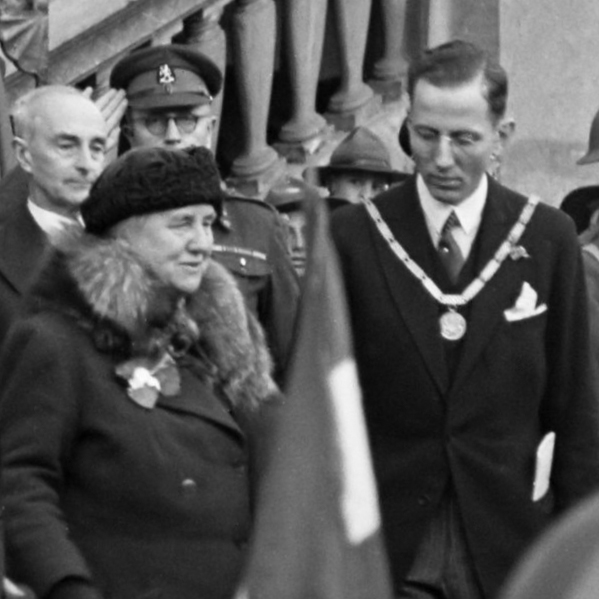
Koningin Wilhelmina en burgemeester Michiels van Kessenich, maart 1945

### Van militair naar burgerlijk bestuur
Al op de dag van de bevrijding meldde zich ten stadhuize, juist op het moment dat burgemeester Michiels van Kessenich en zijn wethouders opnieuw zouden worden geïnstalleerd, een vertegenwoordiger van het Militair Gezag (MG) met de mededeling dat majoor H.J.H. Vullinghs, de militaire gezaghebber namens de regering in Londen, met vertraging onderweg was vanuit Brussel. Een van de eerste taken van B&W was het versturen van telegrammen "van hulde en dank" aan Koningin Wilhelmina, Prinses Juliana, Prins Bernhard (die op 18 september als bevelhebber van de Binnenlandse Strijdkrachten een bezoek aan de stad zou brengen), president Roosevelt en generaal Eisenhower.
In de late avond van 15 september arriveerde majoor Vullinghs met enkele adjudanten. Vanaf eind september zetelde het MG in het Witte Huis. Vanaf het begin was er frictie tussen het MG en de lokale Ordediensten. Contactpersoon van het Amerikaanse leger met het Nederlandse MG en het stads- en provinciebestuur was de Amerikaanse overste (en ex-burgemeester van Chicopee, Massachusetts) Leo P. Senecal, die de functie Commanding Officer of Civil Affairs kreeg. In de zomer van 1945 kwam de gemeenteraad voor het eerst bijeen, hoewel de stad nog steeds onder militair gezag stond. In januari 1946 keerde Senecal terug naar de Verenigde Staten, waar hij zijn burgemeesterspost hervatte. Pas in maart 1946 kwam er een einde aan het militair gezag in Maastricht en hernam het burgerlijk bestuur in alle geledingen zijn functie.

### Geallieerde aanwezigheid in Maastricht
Na de succesvolle opmars door Noord-Frankrijk en België en de bevrijding van Zuid-Nederlandse steden als Maastricht en Eindhoven, kwam de geallieerde opmars eind september vrijwel tot stilstand door het mislukken van Operatie Market Garden. Nijmegen kon nog bevrijd worden, maar Arnhem bleek een brug te ver. Mede hierdoor moest een groot deel van Nederland nog maandenlang wachten op de bevrijding, inclusief de hongerwinter. In Maastricht was de nabijheid van het front zeer voelbaar; de stad had nog maandenlang te lijden van bombardementen, onder andere van V2's. Ook trok de aanwezigheid van grote aantallen militairen een zware wissel op de stedelijke samenleving.
De mannen van de Old-Hickorydivisie, de bevrijders van Maastricht, vertrokken op 17 december naar het Ardennenoffensief. Van 22 oktober 1944 tot 10 maart 1945 was Maastricht het commandocentrum van het Amerikaanse 9e Leger. Bevelhebber van het 9e Leger was luitenant-generaal William Hood Simpson. Het hoofdkwartier was gevestigd in de Tapijnkazerne en het nabijgelegen Veldekecollege. In Wyck waren eenheden gevestigd in de Ambachtsschool aan de Sint Maartenslaan. Op 7 december 1944 vond in Maastricht een belangrijke bijeenkomst plaats van de Amerikaanse generaal en geallieerd opperbevelhebber Dwight D. Eisenhower, de Amerikaanse generaal Omar N. Bradley, de Britse veldmaarschalk Bernard L. Montgomery en de Britse luchtmachtcommandant Arthur Tedder. Op de bijeenkomst in het Henric van Veldekecollege werden de verdere plannen voor het westelijk front besproken. Tot 20 december ontving het 9e Leger zijn bevelen van de 12e Legergroep van generaal Bradley, maar daarna nam veldmaarschalk Montgomery van de Britse 21e Legergroep het bevel over, waarmee het internationale karakter van het Maastrichtse commandocentrum versterkt werd. Op 4 maart 1945 ontving Simpson de Engelse premier Winston Churchill op zijn geïmproviseerde hoofdkwartier.

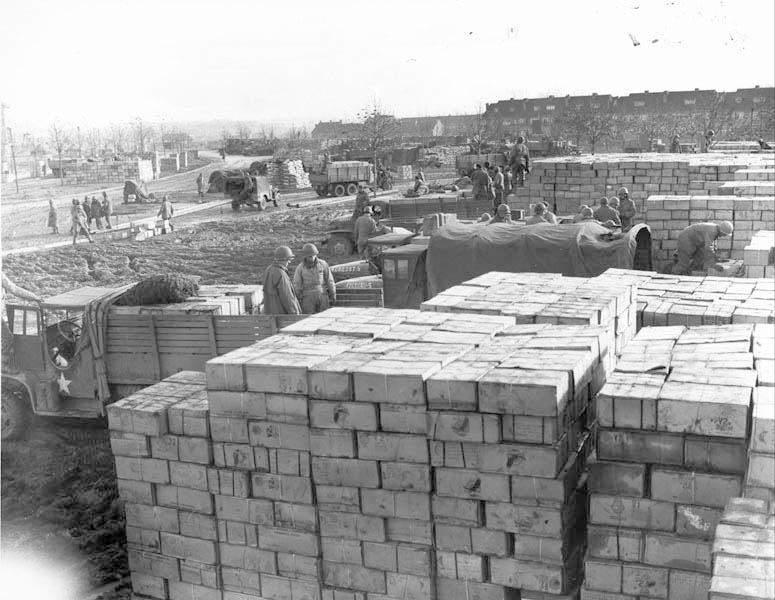
Opslagplaats van bouwmaterialen op het Oranjeplein, nov. 1944

De stad fungeerde in deze periode als bevoorradingscentrum voor de Amerikaanse troepen. Daarbij werd onder andere gebruik gemaakt van twee kleine vliegvelden: op de Sint-Pietersberg en aan de Geusseltweg (het huidige Geusseltpark). Dat laatste was nog door de Duitsers aangelegd. Later werd een groter vliegveld bij Ulestraten in gebruik genomen (tegenwoordig Maastricht Aachen Airport). Een inderhaast aangelegde pijplijn voerde benzine aan vanaf de haven van Antwerpen. Grote opslagloodsen bevonden zich bij Station Maastricht en Station Boschpoort. Op het Oranjeplein lagen bouwmaterialen in de open lucht opgeslagen. Het terrein van het Beyartklooster deed dienst als werkplaats voor legervoertuigen en ook de kweekschool van de Broeders van de Beyart, in 1941 in beslag genomen door de SS, later Organisation Todt, werd enige tijd door Amerikaanse legereenheden gebruikt.
Daarnaast fungeerde de stad als recreation area voor de troepen, met winkels, restaurants, bioscopen en dansclubs die geheel op de behoeften van de Amerikaanse militairen waren ingericht. Fred Astaire trad op in de Palace-bioscoop en Marlene Dietrich in de Bonbonnière. Van de duizenden soldaten die na een korte rustperiode in Rest Center Maastricht naar het front in de Ardennen, bij de Roer, of in het Hürtgenwald werden gestuurd, keerden er velen niet terug. Bekend is het verhaal over groeve De Schark in de Sint-Pietersberg, waar op kerstnacht 1944 enkele honderden Amerikaanse soldaten de nachtmis bijwoonden. Na afloop schreven ze met houtskool hun namen op een mergelwand in de groeve. Lang werd aangenomen dat het merendeel van hen het einde van de oorlog niet had gehaald, maar thans bestaat daarover twijfel.

## Herdenkingen

### Bevrijdingsfeest
Van 13 tot en met 16 september 1945 vond in Maastricht het eerste bevrijdingsfeest plaats met herdenkingsdiensten, kransleggingen bij de graven van de gevallenen, een optocht met praalwagens, een kermis, openluchtbals en diverse optredens. Een hoogtepunt was de voetbalwedstrijd tussen MVV en een Engelse voetbalclub uit Woolwich, een Londense wijk die Maastricht had "geadopteerd". Nadien is er elk jaar op 14 september een herdenking geweest. De voornaamste herdenkingsplechtigheid vindt echter sinds 1946 plaats op 4 mei, de Nationale Dodenherdenking, gevolgd door Bevrijdingsdag op 5 mei.

### Gedenktekens, musea

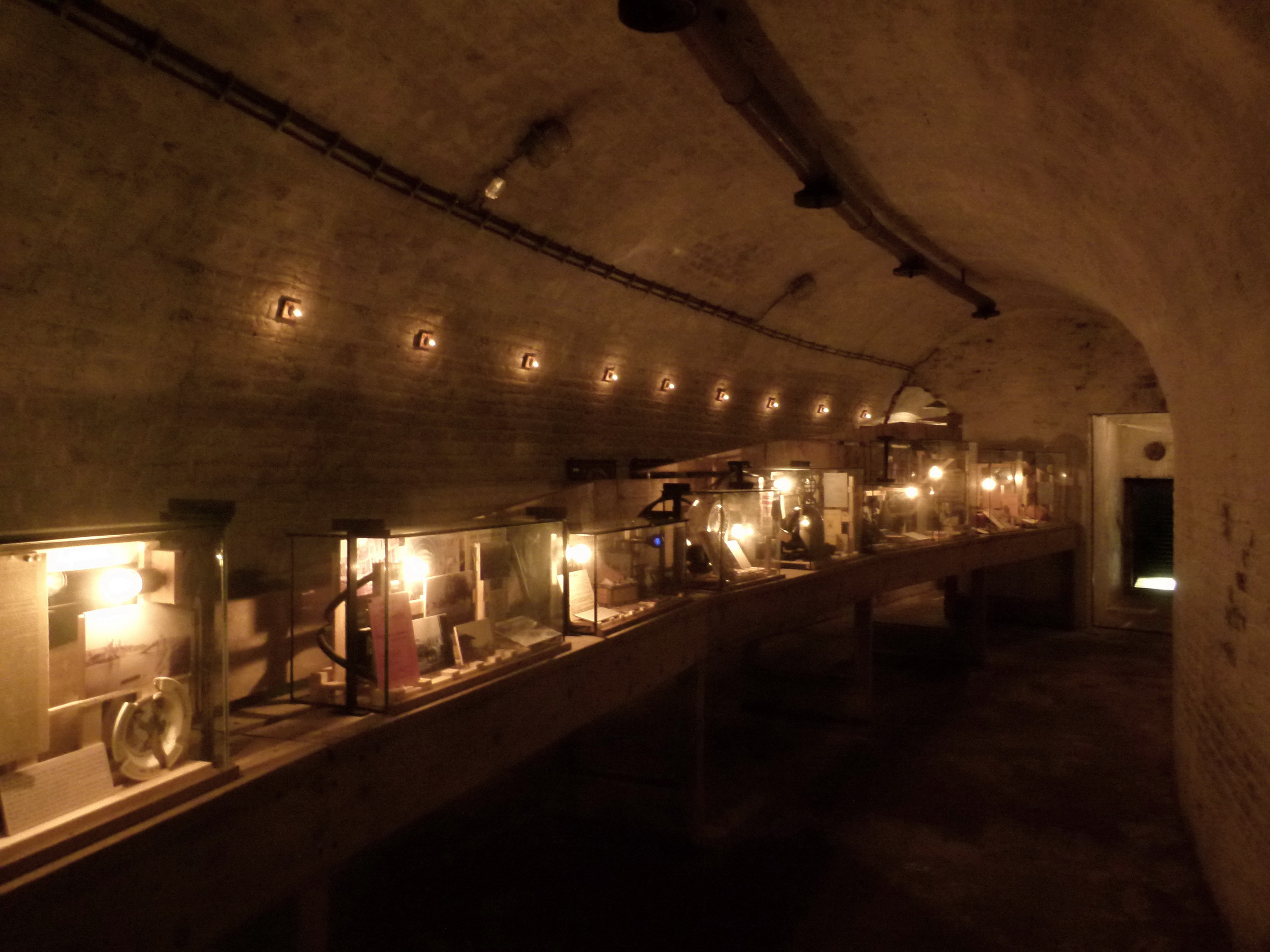
Expositie "Schuilen in Maastricht"

Er zijn in Maastricht enkele tientallen gedenktekens die herinneren aan de Tweede Wereldoorlog. Het belangrijkste is het Limburgs bevrijdingsmonument van Charles Eyck op het Koningsplein, waar op 4 mei jaarlijks de Nationale Dodenherdenking plaatsvindt. Het Old Hickorymonument van Appie Drielsma bevindt zich in de tuin van het Limburgs Gouvernement, op de plek waar het 117e regiment de Maas overstak. Verder herinneren enkele plaquettes aan de Old Hickorydivisie, onder andere op de Sint Servaasbrug, op het Vrijthof en bij de bevrijdingsboom op het Old Hickoryplein. Daarnaast zijn er gedenktekens voor omgekomen militairen, leden van het verzet en andere burgerslachtoffers, en bij diverse schuilgelegenheden. Vanaf 2012 zijn enkele tientallen Stolpersteine voor omgekomen joden en leden van het verzet geplaatst. Op de Joodse Begraafplaats Tongerseweg herinnert een monument aan de vermoorde joodse kinderen van Maastricht.
In een deel van de Maastrichtse kazematten is een schuilkelder bewaard gebleven, die zowel in de Tweede Wereldoorlog als tijdens de Koude Oorlog in gebruik is geweest. Hier is een kleine tentoonstelling ingericht onder de titel "Schuilen in Maastricht", die onder leiding van een gids te bezoeken is. Bij rondleidingen door de ondergrondse gangenstelsels in de Sint-Pietersberg zijn een schuilkapel uit de Tweede Wereldoorlog en de nationale kunstbunker te zien (waar o.a. De Nachtwacht opgerold werd bewaard). Sinds 2015 is ook groeve De Schark (zie hierboven) beperkt opengesteld voor publiek.

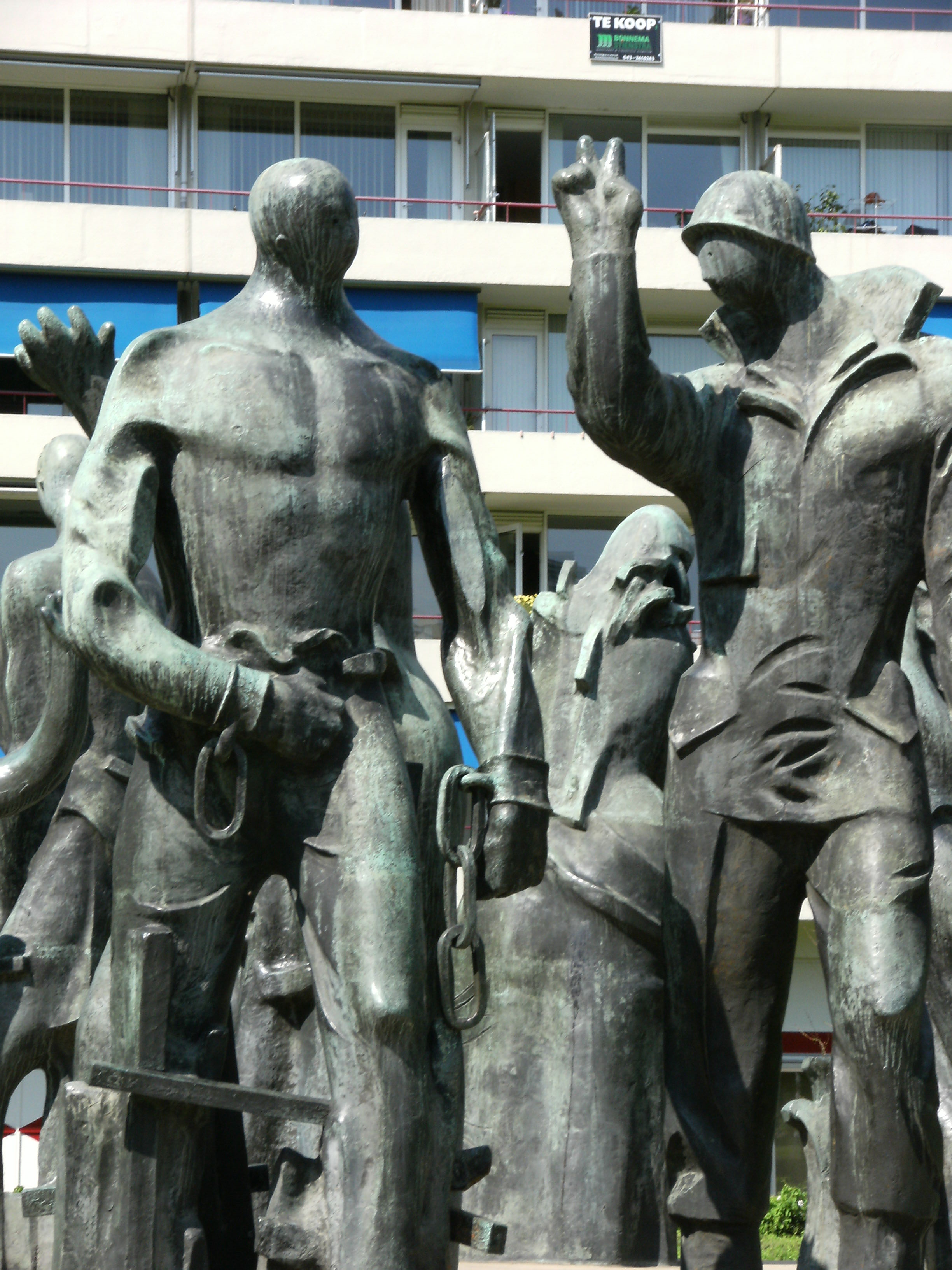
Limburgs Oorlogsmonument, Koningsplein
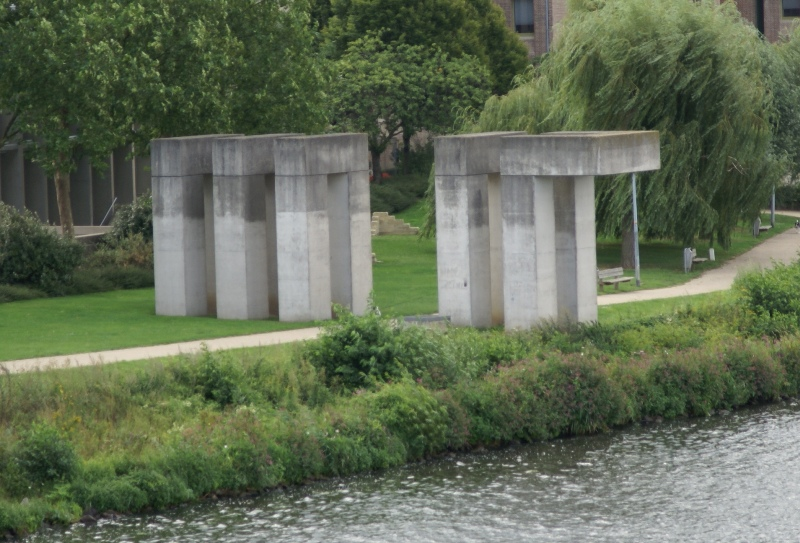
Old Hickorymonument aan de Maas
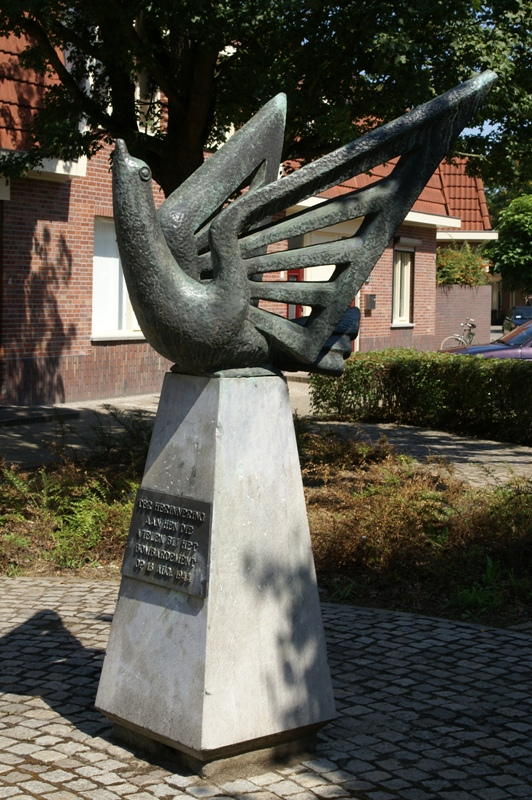
Monument bombardement 18 aug. 1944, Schildersplein
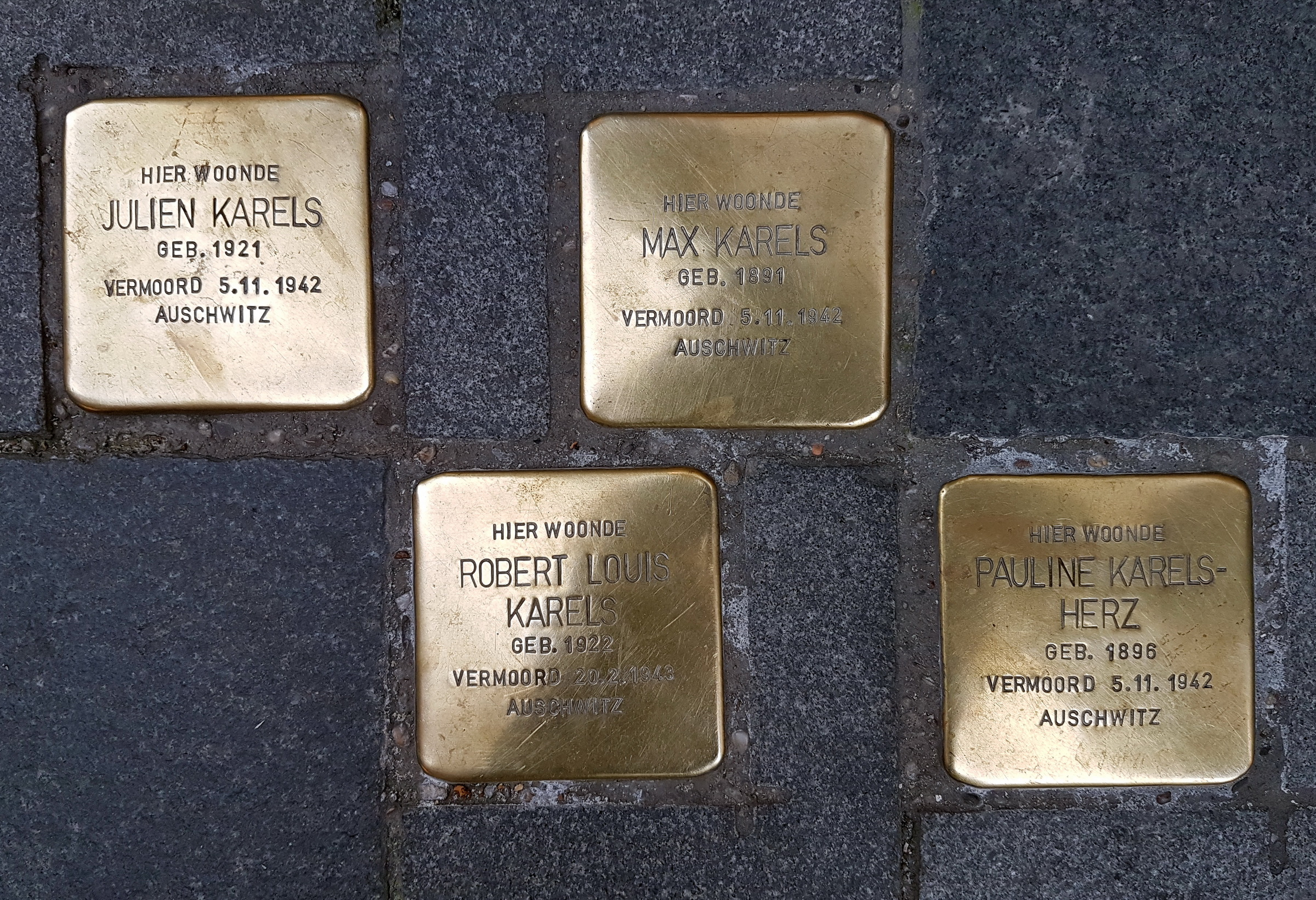
Stolpersteine in de Wolfstraat voor de familie Karels

### Straatnamen

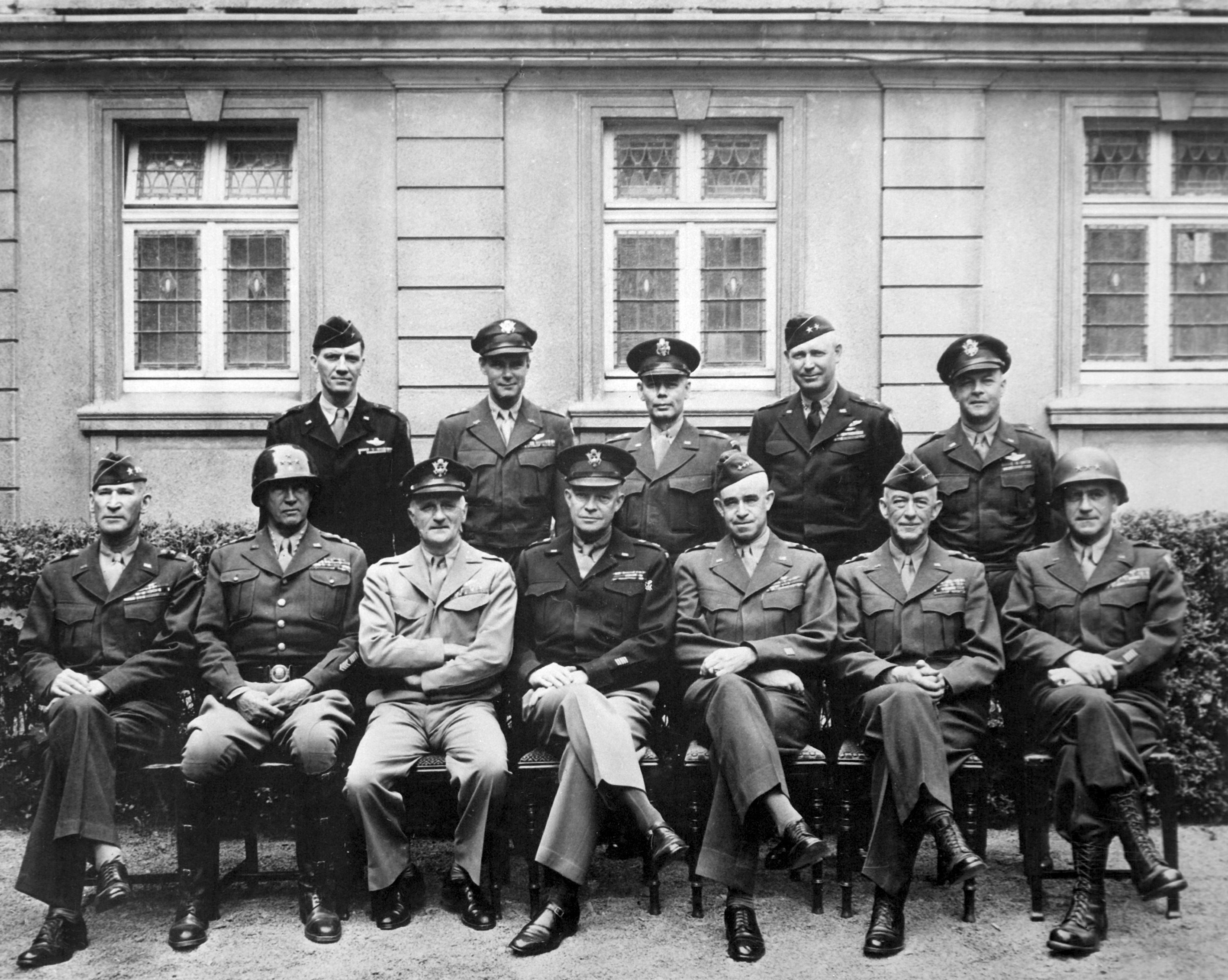
Amerikaanse WWII-veteranen. Zittend de vier generaals die een rol speelden bij de bevrijding van Maastricht: Simpson (1e), Eisenhower (4e), Bradley (5e) en Hodges (6e)

In het noordelijk deel van de buurt Wyckerpoort herinneren diverse straatnamen aan de bevrijding van Maastricht:

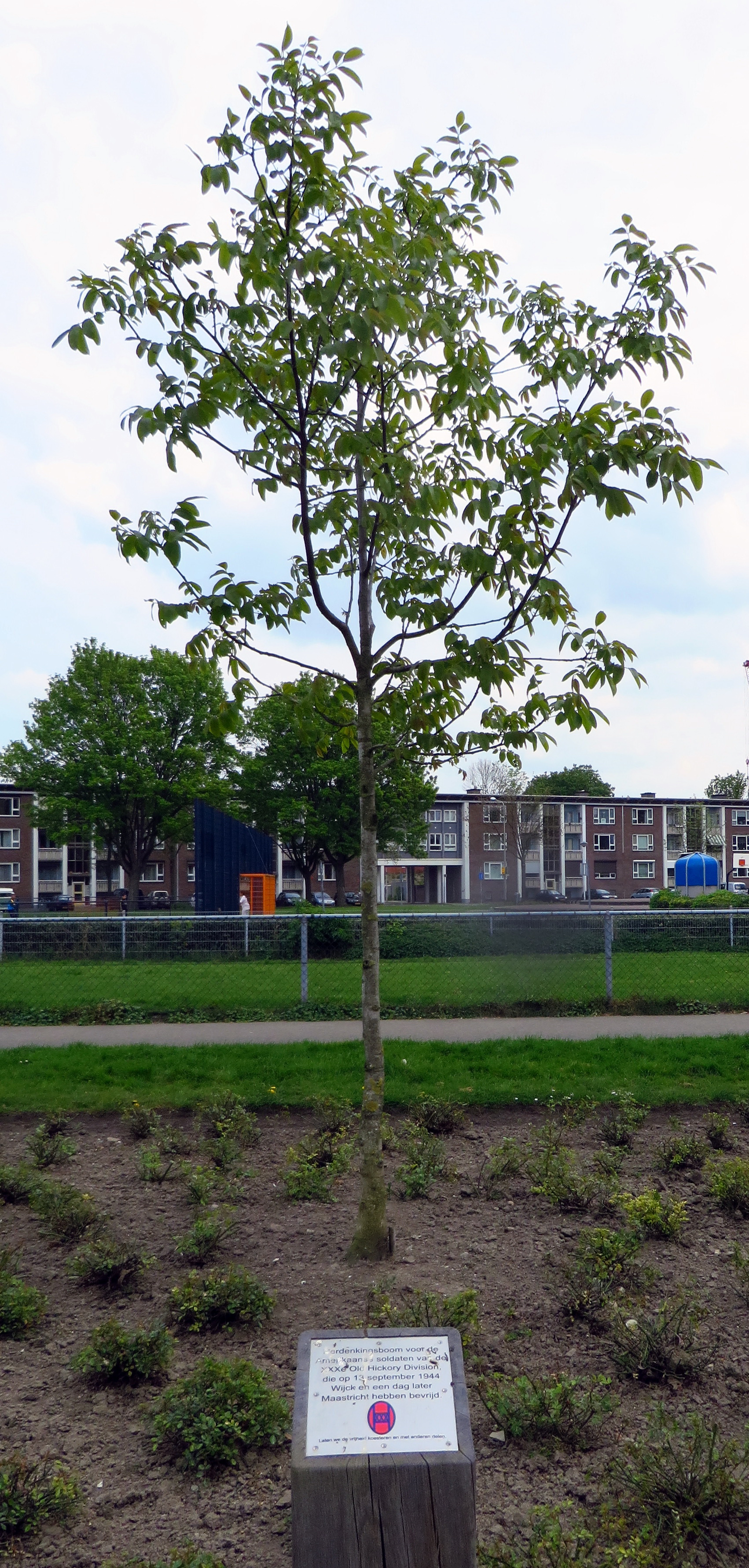
Old Hickoryplein, bevrijdingsboom (hickory)

- Old Hickoryplein: genoemd naar de Amerikaanse 30e Infanteriedivisie ("Old Hickory"), de bevrijders van Maastricht. Hier werd op 14 september 1989 een carya of hickoryboom geplant.
- President Rooseveltlaan: genoemd naar Franklin Delano Roosevelt (1882-1945), president van de Verenigde Staten tijdens de bevrijding van Maastricht.
- Generaal Eisenhowerstraat: genoemd naar generaal Dwight D. Eisenhower (1890-1969), opperbevelhebber van de westelijke geallieerde strijdkrachten.
- Generaal Marshalllaan: genoemd naar generaal George Catlett Marshall (1880-1959), General of the Army, de belangrijkste Amerikaanse strateeg.
- Generaal Simpsonstraat: genoemd naar luitenant-generaal William Hood Simpson (1888-1980), bevelhebber van het Amerikaanse 9e Leger, dat van oktober 1944 tot maart 1945 in Maastricht zijn hoofdkwartier had.
- Generaal Hodgesstraat: genoemd naar luitenant-generaal Courtney Hicks Hodges (1887-1967), bevelhebber van het Amerikaanse 1e Leger, waarvan onderdelen verantwoordelijk waren voor de bevrijding van Maastricht.
- Generaal Corlettstraat: genoemd naar generaal-majoor Charles Harrison Corlett (1899-1971), bevelhebber van het 19e Legerkorps van het Amerikaanse 1e Leger, waartoe de Old Hickorydivisie behoorde.
- Generaal Hobbsstraat: genoemd naar generaal-majoor Leland Stanford Hobbs (1892-1966), commandant van de Old Hickorydivisie.
- Kolonel Johnsonstraat: genoemd naar kolonel Walter Morris Johnson (1903-1969), commandant van het 117e regiment van de Old Hickorydivisie.
- Overste Lockettstraat: genoemd naar luitenant-kolonel James William Lockett (1905-1989?), commandant van het 2e bataljon van het 117e regiment van de Old Hickordivisie, de eerste Amerikaanse officier die op 13 september Wyck binnentrok.
- Kolonel Millerstraat: genoemd naar luitenant-kolonel Hubert Stauffer Miller (1896-1981), commandant van het geniekorps van de Old Hickorydivisie, dat in 1944-45 de pontonbruggen en de baileybrug over de Maas bouwde.
- Overste Senecalstraat: genoemd naar luitenant-kolonel Leo Paul Senecal (1893-1978), Commanding Officer of Civil Affairs van september 1944 - januari 1946; ereburger van Maastricht.

In de jaren 1980 en 90 werd door opschoning van een bedrijfsterrein een nieuw plein geschapen in het Kommelkwartier in het centrum van de stad: het Herdenkingsplein. Tijdens de bouw van de Koning Willem-Alexandertunnel werd hier, vanwege de overlast van bouwactiviteiten op het Koningsplein, de jaarlijkse dodenherdenking gehouden. Mogelijk blijft de 4 mei-herdenking daar permanent. De 13 septemberstraat en de 5 meistraat in Scharn herinneren aan de bevrijding van Maastricht en Nederland. Een andere straat in Scharn, de Memorielaan, evenals de Verzetstraat in Heer, eren de leden van het verzet. Verder zijn er diverse straten naar individuele verzetslieden genoemd.